# Haneen Zoabi
Ne doit pas être confondu avec Sameh Zoabi.
Pour les articles homonymes, voir Zoabi.
Haneen Zoabi, également nommée Hanin Zoabi, Hanin Zoubi, Hanin Soabi, en arabe : حنين زعبي, DIN 31635 Ḥanīn Zuʿbī et en hébreu : חנין בתולה זובי, née le 23 mai 1969 à Nazareth en Israël, est une femme politique arabe israélienne, députée de la Knesset de 2009 à 2019.

## Biographie

### Débuts
Haneen Zabi est une musulmane sunnite élevée à Nazareth dans une famille pratiquante, libérale et non-traditionnelle : une mère, Aïcha, mathématicienne et un père avocat, Farouk, qui mettent l'accent sur l'éducation et les études. Elle étudie dans une école chrétienne, bien qu'elle même n'ait aucun attachement religieux. Sa sœur est également avocate, son autre sœur est spécialiste en langue arabe et son frère est docteur en économie, diplôme obtenu à l'Université de Tel Aviv.
Elle est un parente de (en) Seif el-Din el-Zoubi, ancien maire de Nazareth et membre du Mapaï à la Knesset entre 1949 et 1959, et de 1965 à 1979, d'(en) Abd el-Aziz el-Zoubi, ministre adjoint de la Santé et premier membre arabe d'un gouvernement israélien et d'(he) Abd al-Rahman Zoabi, juge israélien à la Cour suprême d'Israël jusqu'en 2002,.
Après une scolarisation en primaire à Nazareth et aux écoles de St Joseph, Haneen étudie la psychologie et la philosophie à l'Université de Haïfa pour l'obtention d'un diplôme de premier cycle, puis la communication et les medias à la prestigieuse Université hébraïque de Jérusalem,. Elle est la première arabe israélienne à être diplômée de l'Université hébraïque de Jérusalem dans ce cursus.
Elle devient enseignante dans des écoles au niveau secondaire et tertiaire et superviseur dans le système scolaire arabe mais également professeur de mathématiques et inspectrice des écoles pour le ministère de l'Éducation israélien. En 2003, elle co-fonde I'ONG l'lam, un centre de médias pour les Palestiniens en Israël, engagé dans la promotion de la démocratie, des droits de l'homme et de la liberté d'expression. Elle en est la directrice pendant six ans, avant de quitter ce poste pour prendre son siège au Parlement israélien.

### Engagement politique

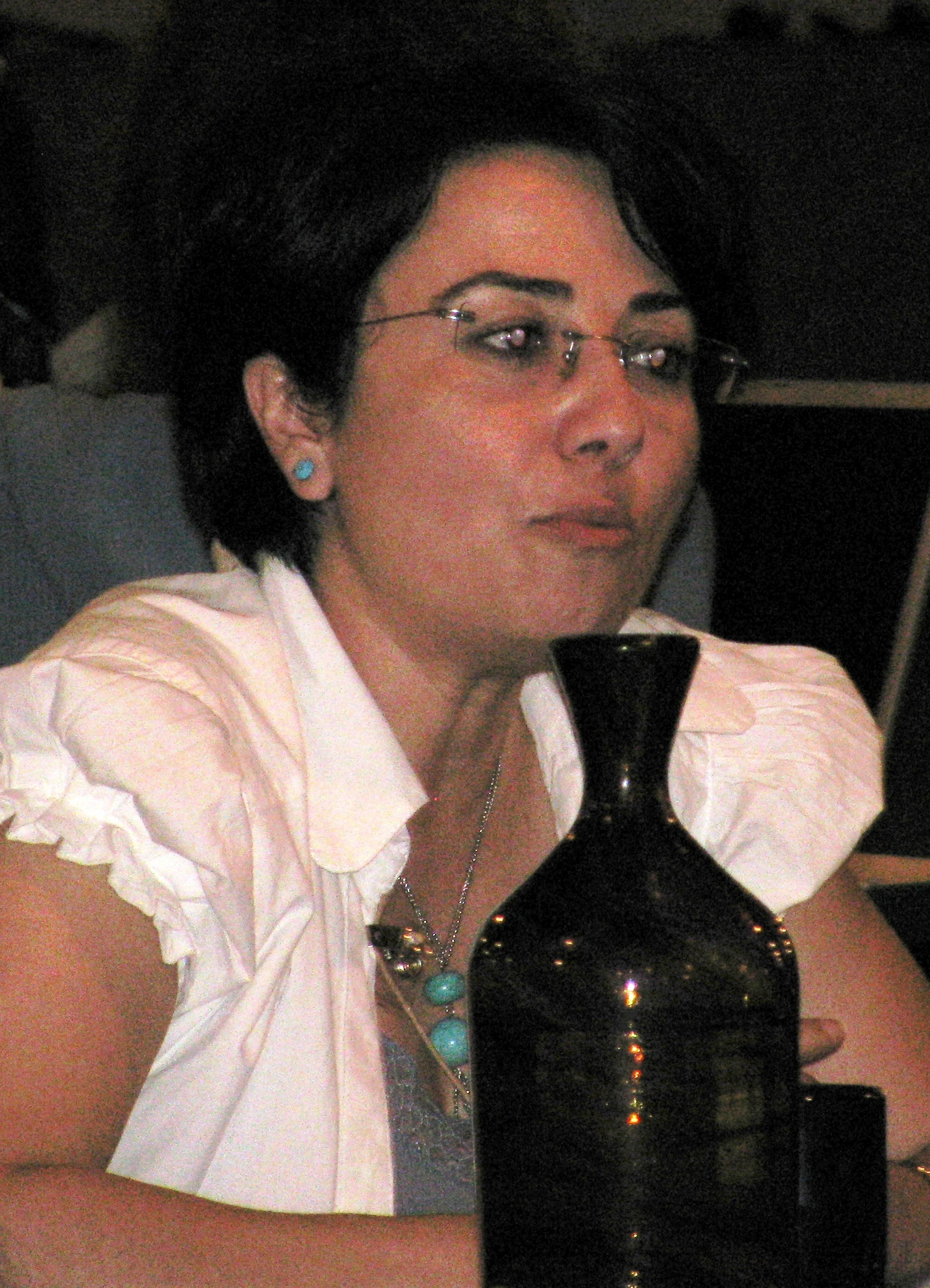
Haneen Zoubi en 2009.

Insatisfaite des conditions de vie des Palestiniens ou des Arabes israéliens, très inférieures à celles des Israéliens juifs, et de leur manque de représentativité au sein de la société israélienne, désireuse de voir s'établir un État palestinien indépendant ou un État partagé à égalité entre Juifs et Arabes, Haneen Zabi s'investit en politique en rejoignant le parti Balad (al-Tajamu) en 2001 puis devient à 40 ans députée membre de la Knesset en février 2009. Elle est la première femme élue sur la liste d'un parti arabe au parlement israélien (ses prédécesseurs arabes féminins l'étaient dans un parti mixte) qui comprenait alors onze autres arabes israéliens dans ses bancs - et dix-sept en 2018.

En 2009, elle rencontre le mouvement pacifiste Code Pink et la Coalition israélienne des femmes pour la paix puis s'engage dans une série de conférences à l'étranger comme notamment à l'Université de Melbourne, sur le thème de « Israël est-il un pays raciste ? », organisée par Students for Palestine et Australians for Palestine.

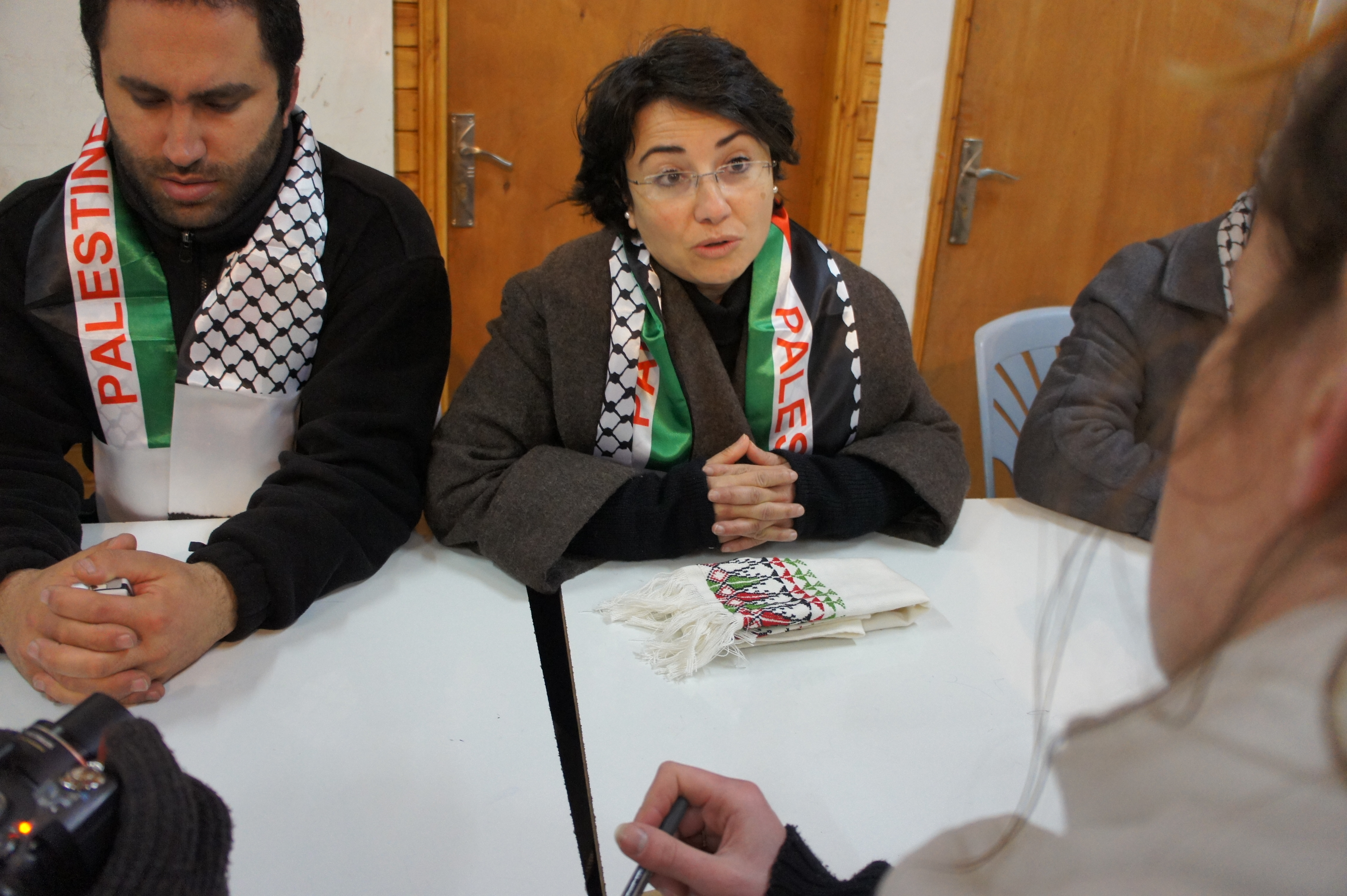
Haneen Zoabi et l'activiste palestinien (en) Issa Amro, au sein de son mouvement (en) Youth Against Settlements house à Hébron, février 2012.

La même année, Zoabi écrit la préface du livre du journaliste britannique Ben White, Palestinians in Israel: Segregation, Discrimination and Democracy.
En 2013, elle se porte candidate à la mairie de Nazareth, ville arabe la plus peuplée d'Israël. Elle a pour concurrent Ramiz Jaraisy, maire chrétien depuis 1994. Elle échoue avec 10 % des voix, son opposant l'emportant avec 43,37 % des voix. La même année, elle est réélue à la Knesset.
En 2015, elle est critiquée pour sa participation à des conférences notamment à l'université Columbia à New-York intitulée « Le racisme et l'apartheid israélien : une vue de l'intérieur avec Haneen Zoabi » et une autre le 23 avril à l'université Harvard intitulée « Hanin Zoabi : être un Palestinien dans un État juif », organisées par des associations pro-palestiniennes (PACC et Amitié Harward-Palestine).
Zoabi est en septième position sur la Liste arabe unifiée, une coalition politique formée par les quatre principales formations arabes israéliennes en vue des élections législatives anticipées de 2015 ; elle est réélue députée.
Elle décide de ne pas renouveler son engagement parlementaire et quitte l'Assemblée législative en janvier 2019 sous des acclamations de joie,. Faisant le bilan, elle se dit fière de ses actions dans la lutte pour la justice pour son peuple.

#### Prises de position politiques
Haneen Zoabi milite pour la construction d'un État démocratique dans lequel Juifs et Arabes pourraient vivre ensemble sans discriminations. Elle tient à souligner que sa lutte n'est pas tant pour les droits des Palestiniens, ou pour un État palestinien, mais pour le principe universel d'égalité.
Elle est opposée au sionisme : « Comment pourrais-je soutenir un mouvement qui, à dessein, m'exclut ? Mon combat est pour un État qui gouverne pour tous ses citoyens, et non pour un État qui discrimine les gens parce qu'ils ne sont pas juifs ». À la 18e cérémonie d'investiture à la Knesset, le 24 février 2009, elle quitte le plenum avant le chant de la Hatikva (l'Espérance), l'hymne national israélien : « L'Hatikva ne me représente pas », dit-elle plus tard.
Elle se fait selon Le Monde « l'inlassable avocate des problèmes de santé, d'éducation, de réunification des familles palestiniennes. » Elle devient la bête noire des députés de droite et d’extrême droite israéliens, qui multiplient les procédures judiciaires contre elle et tentent physiquement de l’empêcher de s'exprimer au Parlement.
La lutte contre le racisme et la discrimination sexiste est au cœur de son engagement politique. Selon elle, « en tant que femme, j'ai aussi mon propre combat. Pour moi, il n'y a pas de cause nationale sans égalité des sexes – les deux sont tout aussi importantes pour moi. »
Elle décrit les politiques Avigdor Lieberman, Tzipi Livni et Benjamin Netanyahu comme « un groupe de fascistes purs et simples ».
Elle considère que l'Occident devrait dialoguer avec le Hamas qui gouverne la bande de Gaza plutôt que le boycotter comme organisation terroriste, ce qu'il n'est pas, selon elle, et que la communauté internationale ne peut pas se considérer comme médiateur neutre si elle étiquète les partis politiques palestiniens comme illégitimes.
Haneen Zoubi est critique à l'égard des dirigeants palestiniens, tant ceux de l'Autorité palestinienne que ceux de Gaza.
En novembre 2011, lors de la cession au Cap du Tribunal Russel pour la Palestine, elle déclare qu'« Israël est un État d'apartheid ». Le vice-président du Parlement, (en) Otniel Schneller, dépose alors une plainte auprès du comité d'éthique de la Knesset[réf. souhaitée].
En juin 2018, elle écrit dans le journal « Haaretz » pour expliquer son opposition et celle de son parti Balad à la nouvelle loi fondamentale d'Israël.

#### Plaintes et sanctions
Haneen Zoabi est une députée controversée, et même détestée par la droite israélienne. La plupart de ses collègues refusent de la saluer. Beaucoup ont réclamé qu'elle perde son siège et même sa nationalité israélienne.
À de nombreuses reprises, le comité d'éthique de la Knesset, recevant des plaintes, menace de lui ôter son immunité diplomatique, de la destituer ou de la condamner, l'accusant de trahison,,,,,,.
Haneen Zoabi participe en mai 2010 à la flottille pour Gaza sur le navire turc Mavi Marmara afin de percer le blocus de Gaza imposé par l’État israélien. L'opération s'est soldée par un bain de sang, neuf personnes étant tuées lors du raid lancé sur le navire turc par l’armée israélienne. La droite et l'extrême droite israélienne exigent des poursuites judiciaires et elle est ciblée par des menaces de mort,,. Deux agents de sécurité israélienne sont donc affectés à sa protection et le président de la Knesset, Reuven Rivlin - connu pour sa position en faveur de la coexistence arabo-juive - s'oppose à sa destitution parlementaire,,,. Aussi, en décembre 2011, le Procureur général d'Israël, (en) Yehuda Weinstein, décide de clore l'enquête dont il est chargé sur l'action des cinq participants israéliens (dont Zoabi) de la flottille à destination de Gaza. La Knesset lui confisque son passeport diplomatique et suspend son droit de voter aux commissions parlementaires.

En 2014, elle déclare sur une radio de Tel Aviv durant la guerre de Gaza de 2014 :
« Est-ce si étrange que des gens vivant sous occupation dans des situations impossibles et où Israël capture des centaines de prisonniers au quotidien... est-ce si étrange que cela qu'ils aient recours au kidnapping ? Ce ne sont pas des « terroristes ». Même si je ne suis pas d'accord avec eux, le fait est que ce sont des gens qui ne voient pas d'autre moyen de changer leur réalité et qui se sentent contraints à de tels expédients... jusqu'à ce... que les citoyens israéliens et de la société se réveillent et sentent la souffrance de l'autre ». 
Cette déclaration eut lieu cinq jours après l'enlèvement de trois jeunes Israéliens par des Palestiniens, qui seront plus tard retrouvés assassiner (l'un des déclencheurs de la guerre de Gaza) -  enlèvement que Ban Ki-moon, le secrétaire général des Nations Unies, l'Union européenne et le Comité international de la Croix-Rouge, entre autres, avaient pour leur part condamné,. À la suite de cette déclaration, Zoabi est critiquée de toute part en Israël et exclue pour six mois de la Knesset pour incitation à la violence,,,,.
En juillet 2014, elle qualifie deux policiers arabes israéliens de "traîtres". Cet incident s'était produit lors de comparution devant un tribunal de Nazareth de jeunes Arabes de la ville arrêtés après des manifestations organisées pour dénoncer la mort en juillet 2014 de Mohammed Abou Khdeir, un adolescent palestinien brûlé vif à Jérusalem par trois extrémistes juifs. Elle passe en jugement pour outrage et présente des excuses ; elle est condamnée à une amende et à six mois de prison avec sursis. La même année, elle se retrouve menottée avec d'autres arabes israéliens lors d'une manifestation non autorisée contre l'offensive militaire dans la bande de Gaza.
La Fédération juive des Pays-Bas (Federatief Joods Nederland) porte plainte pour calomnies et incitation à la haine en novembre 2015. Elle avait, à l'occasion de sa participation à la commémoration des 77 ans de la Nuit de Cristal à Amsterdam, organisée par le mouvement Stop Racism and Exclusion, dénoncé les persécutions subies par les Palestiniens,.
En mars 2015, des partisans du politique d'extrême droite Baruch Marzel perturbent une convention au forum des candidats tenue à Ramat Gan « pour protester contre la honte », où l'un d'entre eux, Artemi Kazarov, verse une bouteille de jus de fruit sur la députée Zoabi dans le but d'« effacer le sourire sur le visage de Zoabi ». Kazarov est arrêté et le procureur général ordonne une enquête sur l'agression.
Le 8 février 2016, Hanin Zoabi est évacuée de la Knesset par le service de sécurité après son discours controversé lors d'une session plénière, où elle désigne des soldats israéliens comme étant « des assassins ». Elle est suspendue pour une semaine de sa fonction parlementaire.
En janvier 2019, des soupçons de fraude sont portés contre des membres du parti Balad dont Zoabi, au sujet des dons reçus par le parti lors des élections de 2013 et de ses dépenses lors des élections de 2015. Le contrôleur de l’État affirme que l'origine d'une partie des fonds du parti n'a pas été déclarée et pourrait ne pas être israélienne. Le Balad dénonce une manœuvre politique,.

#### Engagement social
Au cours de son mandat en tant que membre de la Knesset, Haneen Zoabi a aussi rejoint les dizaines de projets de loi ou de commissions qui relèvent pour la plupart des domaines de l'égalité socio-économique, sexuelle et des droits de l'enfant. La députée a été pour une représentativité paritaire des femmes aux élections à la Knesset ou auprès des autorités locales, pour l'égalité entre femmes et hommes, contre la violence familiale, pour la construction de salles d'allaitement dans les bâtiments publics, pour l'égalité des personnes handicapées, pour l'aide à la communauté arabe ou pour l'élévation de l'âge du mariage,,.

### Autres activités
Haneen Zoabi écrit des articles pour l'ensemble des journaux arabes et voyage à l'étranger pour obtenir un appui international à sa cause pour les droits des Palestiniens et « contre le racisme et l'apartheid en Israël ».
Elle déclare aussi apprécier la littérature étrangère, notamment Milan Kundera et Tchinguiz Aïtmatov.
Quand elle ne voyage pas, elle vit avec ses parents à Nazareth.